# 첨단로 (제주시)
첨단로는 제주특별자치도 제주시 영평동의 도로이다.

## 노선
| 이름                       | 접속 노선           | 소재지 | 소재지 | 비고   |
| -------------------------- | ------------------- | ------ | ------ | ------ |
| 월평교앞교차로             | 아봉로              | 제주시 | 영평동 |        |
| 동샘교차로                 | 애조로              | 제주시 | 영평동 |        |
| 월평1교앞교차로            | 첨단동길 제주대학로 | 제주시 | 영평동 |        |
| (명칭 미상)                | 첨단로3길           | 제주시 | 영평동 | 삼거리 |
| (명칭 미상)                | 첨단로5길           | 제주시 | 영평동 | 사거리 |
| (명칭 미상)                | 첨단로7길 첨단로8길 | 제주시 | 영평동 | 사거리 |
| (명칭 미상)                | 첨단로8길           | 제주시 | 영평동 |        |
| 첨단과학기술단지입구교차로 | 516로               | 제주시 | 영평동 |        |

## 주요시설
- 제주첨단과학기술단지
- 제주국제대학교

## 같이 보기
- 지방도 제1131호선